# Ski acrobatique aux Jeux olympiques de 2018 – Cross femmes
Navigation
Vancouver 2014 Pyeongchang 2022
Le ski cross féminin des Jeux olympiques d'hiver de 2018 a lieu le 23 février 2018. L'épreuve est présente depuis les Jeux olympiques de 2010 qui se sont déroulés à Vancouver.

## Médaillés
| Or           | Argent          | Bronze      |
| Kelsey Serwa | Brittany Phelan | Fanny Smith |

## Résultats

### Qualification
Contrairement aux épreuves de Coupe du monde, les « qualifications » n'éliminent personne, puisque les skieurs ne sont que 23 à concourir : cette épreuve chronométrée a pour objet de déterminer les tableaux des huitièmes de finale réunissant chacun quatre skieurs.
| Rang | Dossard | Athlète                  | Nationalité        | Temps   | Différence |
| ---- | ------- | ------------------------ | ------------------ | ------- | ---------- |
| 1    | 13      | Marielle Thompson        | Canada             | 1:13.11 | −          |
| 2    | 15      | Kelsey Serwa             | Canada             | 1:13.33 | +0.22      |
| 3    | 9       | Brittany Phelan          | Canada             | 1:13.56 | +0.45      |
| 4    | 1       | Sandra Näslund           | Suède              | 1:13.58 | +0.47      |
| 5    | 12      | Fanny Smith              | Suisse             | 1:13.90 | +0.79      |
| 6    | 3       | Alizée Baron             | France             | 1:14.11 | +1.00      |
| 7    | 7       | Katrin Ofner             | Autriche           | 1:14.30 | +1.19      |
| 8    | 5       | Andrea Limbacher         | Autriche           | 1:14.71 | +1.60      |
| 9    | 6       | Sami Kennedy-Sim         | Australie          | 1:14.97 | +1.86      |
| 10   | 16      | Sanna Lüdi               | Suisse             | 1:15.13 | +2.02      |
| 11   | 10      | India Sherret            | Canada             | 1:15.48 | +2.37      |
| 12   | 14      | Marielle Berger Sabbatel | France             | 1:15.60 | +2.49      |
| 13   | 18      | Nikol Kučerová           | République tchèque | 1:15.61 | +2.50      |
| 14   | 11      | Debora Pixner            | Italie             | 1:15.72 | +2.61      |
| 15   | 4       | Anastasiia Chirtcova     | Russie (OAR)       | 1:15.83 | +2.72      |
| 16   | 19      | Talina Gantenbein        | Suisse             | 1:15.97 | +2.86      |
| 17   | 2       | Lisa Andersson           | Suède              | 1:16.15 | +3.04      |
| 18   | 24      | Stephanie Joffroy        | Chili              | 1:16.70 | +3.59      |
| 19   | 20      | Victoria Zavadovskaya    | Russie (OAR)       | 1:16.80 | +3.69      |
| 20   | 8       | Julia Eichinger          | Allemagne          | 1:17.56 | +4.45      |
| 21   | 17      | Reina Umehara            | Japon              | 1:17.81 | +4.70      |
| 22   | 23      | Emily Sarsfield          | Grande-Bretagne    | 1:18.25 | +5.14      |
| 23   | 22      | Priscillia Annen         | Suisse             | 2:30.03 | +1:16.92   |
| 24   | 21      | Lucrezia Fantelli        | Italie             | DNS     |            |

### Huitièmes de finale
| Rang | Dossard | Athlète           | Nationalité | Notes |
| ---- | ------- | ----------------- | ----------- | ----- |
| 1    | 17      | Lisa Andersson    | Suède       | Q     |
| 2    | 16      | Talina Gantenbein | Suisse      | Q     |
| 3    | 1       | Marielle Thompson | Canada      |       |

| Rang | Dossard | Athlète           | Nationalité | Notes |
| ---- | ------- | ----------------- | ----------- | ----- |
| 1    | 8       | Andrea Limbacher  | Autriche    | Q     |
| 2    | 9       | Sami Kennedy-Sim  | Australie   | Q     |
|      | 24      | Lucrezia Fantelli | Italie      | DNS   |

| Rang | Dossard | Athlète                  | Nationalité | Notes |
| ---- | ------- | ------------------------ | ----------- | ----- |
| 1    | 5       | Fanny Smith              | Suisse      | Q     |
| 2    | 12      | Marielle Berger Sabbatel | France      | Q     |
| 3    | 21      | Reina Umehara            | Japon       |       |

| Rang | Dossard | Athlète         | Nationalité        | Notes |
| ---- | ------- | --------------- | ------------------ | ----- |
| 1    | 4       | Sandra Näslund  | Suède              | Q     |
| 2    | 13      | Nikol Kučerová  | République tchèque | Q     |
| 3    | 20      | Julia Eichinger | Allemagne          |       |

| Rang | Dossard | Athlète               | Nationalité  | Notes |
| ---- | ------- | --------------------- | ------------ | ----- |
| 1    | 3       | Brittany Phelan       | Canada       | Q     |
| 2    | 14      | Debora Pixner         | Italie       | Q     |
| 3    | 19      | Victoria Zavadovskaya | Russie (OAR) |       |

| Rang | Dossard | Athlète         | Nationalité     | Notes |
| ---- | ------- | --------------- | --------------- | ----- |
| 1    | 6       | Alizée Baron    | France          | Q     |
| 2    | 22      | Emily Sarsfield | Grande-Bretagne | Q     |
|      | 11      | India Sherret   | Canada          | DNF   |

| Rang | Dossard | Athlète          | Nationalité | Notes |
| ---- | ------- | ---------------- | ----------- | ----- |
| 1    | 7       | Katrin Ofner     | Autriche    | Q     |
| 2    | 10      | Sanna Lüdi       | Suisse      | Q     |
| 3    | 23      | Priscillia Annen | Suisse      |       |

| Rang | Dossard | Athlète              | Nationalité  | Notes |
| ---- | ------- | -------------------- | ------------ | ----- |
| 1    | 2       | Kelsey Serwa         | Canada       | Q     |
| 2    | 15      | Anastasiia Chirtcova | Russie (OAR) | Q     |
| 3    | 18      | Stephanie Joffroy    | Chili        |       |

### Quarts de finale
| Rang | Dossard | Athlète           | Nationalité | Notes |
| ---- | ------- | ----------------- | ----------- | ----- |
| 1    | 9       | Sami Kennedy-Sim  | Australie   | Q     |
| 2    | 17      | Lisa Andersson    | Suède       | Q     |
| 3    | 16      | Talina Gantenbein | Suisse      |       |
| 4    | 8       | Andrea Limbacher  | Autriche    | DNF   |

| Rang | Dossard | Athlète                  | Nationalité        | Notes |
| ---- | ------- | ------------------------ | ------------------ | ----- |
| 1    | 5       | Fanny Smith              | Suisse             | Q     |
| 2    | 4       | Sandra Näslund           | Suède              | Q     |
| 3    | 12      | Marielle Berger Sabbatel | France             |       |
| 4    | 13      | Nikol Kučerová           | République tchèque |       |

| Rang | Dossard | Athlète         | Nationalité     | Notes |
| ---- | ------- | --------------- | --------------- | ----- |
| 1    | 3       | Brittany Phelan | Canada          | Q     |
| 2    | 6       | Alizée Baron    | France          | Q     |
| 3    | 14      | Debora Pixner   | Italie          |       |
| 4    | 22      | Emily Sarsfield | Grande-Bretagne |       |

| Rang | Dossard | Athlète              | Nationalité  | Notes |
| ---- | ------- | -------------------- | ------------ | ----- |
| 1    | 2       | Kelsey Serwa         | Canada       | Q     |
| 2    | 10      | Sanna Lüdi           | Suisse       | Q     |
| 3    | 7       | Katrin Ofner         | Autriche     |       |
|      | 15      | Anastasiia Chirtcova | Russie (OAR) | DNF   |

### Demi-finales
| Rang | Dossard | Athlète          | Nationalité | Notes |
| ---- | ------- | ---------------- | ----------- | ----- |
| 1    | 4       | Sandra Näslund   | Suède       | FA    |
| 2    | 5       | Fanny Smith      | Suisse      | FA    |
| 3    | 9       | Sami Kennedy-Sim | Australie   | FB    |
| 4    | 17      | Lisa Andersson   | Suède       | FB    |

| Rang | Dossard | Athlète         | Nationalité | Notes   |
| ---- | ------- | --------------- | ----------- | ------- |
| 1    | 3       | Brittany Phelan | Canada      | FA      |
| 2    | 2       | Kelsey Serwa    | Canada      | FA      |
| 3    | 10      | Sanna Lüdi      | Suisse      | FB      |
|      | 6       | Alizée Baron    | France      | DNF, FB |

### Finales
| Rang | Dossard | Athlète          | Nationalité | Notes |
| ---- | ------- | ---------------- | ----------- | ----- |
| 5    | 6       | Alizée Baron     | France      |       |
| 6    | 17      | Lisa Andersson   | Suède       |       |
| 7    | 10      | Sanna Lüdi       | Suisse      |       |
| 8    | 9       | Sami Kennedy-Sim | Australie   |       |

| Rang                                | Dossard | Athlète         | Nationalité | Notes |
| ----------------------------------- | ------- | --------------- | ----------- | ----- |
| Médaille d'or, Jeux olympiques      | 2       | Kelsey Serwa    | Canada      |       |
| Médaille d'argent, Jeux olympiques  | 3       | Brittany Phelan | Canada      |       |
| Médaille de bronze, Jeux olympiques | 5       | Fanny Smith     | Suisse      |       |
| 4                                   | 4       | Sandra Näslund  | Suède       |       |